# Ємбахтова Тетяна Степанівна
Ємбахтова Тетяна Степанівна (17 січня 1956) — радянська хокеїстка на траві.
Бронзова призерка Олімпійських Ігор 1980 року.